# Eligmoderma minuta
Eligmoderma minuta är en skalbaggsart som beskrevs av Martins och Maria Helena M. Galileo 2009. Eligmoderma minuta ingår i släktet Eligmoderma och familjen långhorningar.
Artens utbredningsområde är Venezuela. Inga underarter finns listade i Catalogue of Life.